# RISC OS
O RISC OS é um sistema operativo com o seu próprio kernel, diferente dos kernels mais comuns como o Linux e o Windows. Foi desenvolvido pela Acorn Computers, uma empresa britânica que deixou de existir em novembro de 2000, e cujo código fonte é mantido pela RISC OS Ltd. sob uma licença Open Source. Foi desenvolvido para computadores desktop baseados em chips ARM.

## Lançamento
O RISC OS foi projetado em Cambridge, Inglaterra, pela Acorn Computers para o chip ARM 32-bit baseado no Acorn Archimedes e lançado em sua primeira versão em 1987 como o sistema operacional Arthur. O Arthur, tal como concebido inicialmente, destinava-se a oferecer uma funcionalidade semelhante à do sistema operativo para a série de computadores BBC Master, o Acorn MOS, em reação ao facto de o sistema operativo mais avançado do projeto de investigação (ARX) não estar pronto a tempo para o do Acorn Archimedes.
Finalmente, em 1988, foi lançada a segunda versão, com o nome RISC OS 2.00, que tomou o nome RISC da arquitetura usada para suportar o sistema RISC (Reduced Instruction Set Computing) O RISC OS 3.00 foi lançado com o A5000 em 1991. Em 1996, o sistema RISC OS era utilizado por cerca de 500.000 utilizadores.

## Hardware suportado
Uma versão do RISC OS funciona ou funcionou com o seguinte hardware:
- Acorn Archimedes
- Acorn Risc PC
- Acorn A7000 e A7000+
- Acorn Phoebe
- RiscStation R7500
- MicroDigital Medi
- MicroDigital Mico
- MicroDigital Omega
- Iyonix Ltd Iyonix PC
- Advantage Six A75
- Advantage Six A9Home
- Texas Instruments OMAP 3530 hardware;
  - Beagleboard
  - Always Innovating Touch Book
- Raspberry Pi.[6][7]